# Gare de Plerguer
Gare de Plerguer – przystanek kolejowy w Plerguer, w departamencie Ille-et-Vilaine, w regionie Bretania, we Francji. Jest zarządzany przez SNCF i przez RFF (infrastruktura).
Został otwarty w 1879 roku przez Compagnie des chemins de fer de l'Ouest. Jest obsługiwany przez pociągi TER Bretagne. 

## Położenie
Przystanek znajduje się na linii Lison – Lamballe, w km 145,763, pomiędzy stacjami Dol-de-Bretagne i Miniac, na wysokości 22 m n.p.m.

## Linie kolejowe
- Lison – Lamballe